# Bataille de Zhenhai
 (juin 2023).
La mise en forme du texte ne suit pas les recommandations de Wikipédia : il faut le « wikifier ».
Les points d'amélioration suivants sont les cas les plus fréquents. Le détail des points à revoir est peut-être précisé sur la page de discussion.
- Les titres sont pré-formatés par le logiciel. Ils ne sont ni en capitales, ni en gras.
- Le texte ne doit pas être écrit en capitales (les noms de famille non plus), ni en gras, ni en italique, ni en « petit »…
- Le gras n'est utilisé que pour surligner le titre de l'article dans l'introduction, une seule fois.
- L'italique est rarement utilisé : mots en langue étrangère, titres d'œuvres, noms de bateaux, etc.
- Les citations ne sont pas en italique mais en corps de texte normal. Elles sont entourées par des guillemets français : « et ».
- Les listes à puces sont à éviter, des paragraphes rédigés étant largement préférés. Les tableaux sont à réserver à la présentation de données structurées (résultats, etc.).
- Les appels de note de bas de page (petits chiffres en exposant, introduits par l'outil «  Source ») sont à placer entre la fin de phrase et le point final[comme ça].
- Les liens internes (vers d'autres articles de Wikipédia) sont à choisir avec parcimonie. Créez des liens vers des articles approfondissant le sujet. Les termes génériques sans rapport avec le sujet sont à éviter, ainsi que les répétitions de liens vers un même terme.
- Les liens externes sont à placer uniquement dans une section « Liens externes », à la fin de l'article. Ces liens sont à choisir avec parcimonie suivant les règles définies. Si un lien sert de source à l'article, son insertion dans le texte est à faire par les notes de bas de page.
- La présentation des références doit suivre les conventions bibliographiques. Il est recommandé d'utiliser les modèles {{Ouvrage}}, {{Chapitre}}, {{Article}}, {{Lien web}} et/ou {{Bibliographie}}. Le mode d'édition visuel peut mettre en forme automatiquement les références.
- Insérer une infobox (cadre d'informations à droite) n'est pas obligatoire pour parachever la mise en page.

Pour une aide détaillée, merci de consulter Aide:Wikification.
Si vous pensez que ces points ont été résolus, vous pouvez retirer ce bandeau et améliorer la mise en forme d'un autre article.
guerre franco-chinoise
La bataille de Zhenhai (en chinois :鎮海之役) est un affrontement mineur qui a eu lieu le 1er mars 1885 entre l'escadron d'Extrême-Orient (escadre de l'extrême-Orient) de l'amiral Amédée Courbet et des navires de guerre chinois et des batteries côtières près de la ville côtière de Zhenhai, à 19 km en aval de Ningbo, en Chine, pendant la guerre franco-chinoise (août 1884 - avril 1885). Les sources françaises et chinoises sont en profond désaccord sur ce qui s'est passé ; des sources françaises traitent la rencontre comme un incident mineur, tandis que des sources chinoises la considèrent comme une victoire défensive frappante. La bataille de Zhenhai est toujours commémorée en Chine comme une importante victoire chinoise dans la guerre franco-chinoise.

## Préface
Début février 1885, une partie de l'escadron d'Extrême-Orient de l'amiral Courbet quitta Keelung pour contrecarrer une tentative menacée d'une partie de la flotte chinoise de Nanyang (Henan) (flotte des mers du Sud) de briser le blocus français de Formose (Taïwan),. Le 11 février, la Task force de l'amiral Courbet rencontre le croiseurs Kaiji (開濟), Nanchen (南琛) et Nanrui (南瑞), trois des navires les plus modernes de la marine impériale chinoise, près de la baie de Shipu, accompagnés de la Frégate (navire) Yuyuan (馭遠) et le sloop de guerre composite Chengqing (澄慶). La flottille chinoise, sous le commandement de l'amiral Wu Ankang (吳安康), s'est dispersée à l'approche des Français, et tandis que les trois croiseurs ont réussi à s'échapper, les Français ont réussi à piéger Yuyuan et Chengqing dans la baie de Shipu. Dans la nuit du 14 février, lors de la bataille de Shipu , une attaque française à la torpille a paralysé les deux navires: une torpille à espar française a frappé Yuyuan tandis que des obus de ses canons ont frappé Chengqing.
Le 25 février 1885, l'amiral Courbet reçut des instructions pour mettre en place un «blocus du riz» pour empêcher le transport de la marchandise de Shanghai vers le nord de la Chine. Le 28 février, il arrive au large de la baie de Zhenhai, en route pour Shanghai, avec les cuirassés Bayard et Triomphante, le croiseur non protégé Nielly et le transport de troupes Saône. Soupçonnant que Kaiji, Nanchen et Nanrui s'étaient réfugiés dans la baie de Zhenhai, Courbet a repéré l'entrée de la baie à l'aube du 1er mars. Non seulement il a pu voir les mâts des trois croiseurs chinois, mais il a également pu identifier quatre autres navires de guerre chinois : le sloop composite Chaowu (超武), le transport en bois Yuankai (元凱) ainsi que deux canonnières. L'entrée de la baie avait été bloquée par un barrage de jonques coulées par les autorités chinoises tandis que deux forts récemment construits défendaient l'approche.

## La Bataille

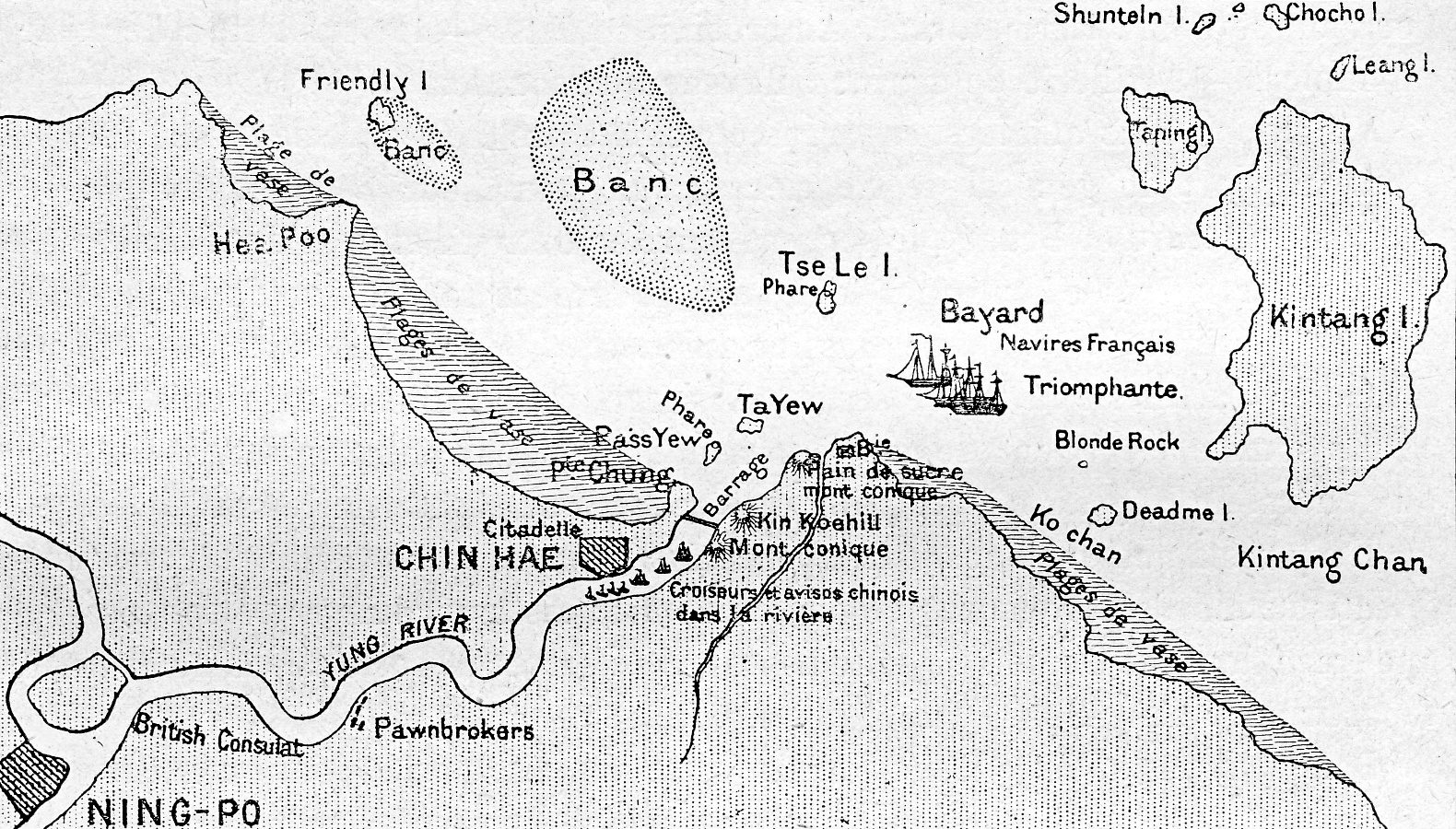
Carte française de la bataille de la Prise de Hung Hoa faite après la bataille.

Tôt dans l'après-midi du 1er mars, Courbet a effectué une reconnaissance plus étroite depuis le Nielly, déclenchant des tirs vigoureux des batteries côtières chinoises et des navires de guerre à proximité. Malgré l'extrême longue portée, certains de leurs tirs ont atterri à moins de 100 mètres (330 pieds) du croiseur français. Indemne, Nielly a riposté et a lentement rejoint l'escadron. Le duel a duré un peu plus d'une demi-heure, et on peut se demander si le feu de Nielly a été plus efficace que celui des Chinois. Néanmoins, les Français ont affirmé avoir tué un certain nombre de soldats à terre et infligé de légers dommages à l'une des batteries côtières.
Le soir du 1er mars, Courbet donna l'ordre d'attaquer le lendemain, mais le matin de l'assaut prévu, les risques de l'opération devinrent évidents. Faire taire les batteries chinoises serait une entreprise longue et lente, et pendant que les cuirassés français se battaient en duel avec les forts, ils seraient exposés au feu des trois croiseurs chinois. Même si les navires de guerre français réussissaient à supprimer les défenses chinoises et à forcer le barrage, les croiseurs ennemis pourraient encore leur échapper en remontant le fleuve vers Ningbo. Courbet a décidé de ne pas subir de pertes inutiles et a annulé l'attaque prévue.

## Le Blocage de Zhenhai par la marine française Mars-Juin 1885
Les navires français se reposèrent le 2 mars, puis le lendemain l'Amiral Courbet fit effectuer des sondages en divers points autour de l'entrée de la baie, dans une vaine recherche d'une position d'où les cuirassés français seraient à portée des croiseurs chinois avec leurs canons. sans tomber sous le feu des forts chinois. Il n'y avait pas de telles positions et Courbet a finalement donné des ordres pour un blocus de la baie de Zhenhai. Des filets ont été déployés autour des navires français par mesure de précaution contre une éventuelle attaque à la torpille chinoise tandis qu'une veille était assurée 24 heures sur 24 à l'entrée de la baie. Toutes les jonques ou sampans qui s'approchaient trop des navires français étaient tirés dessus.
Ces précautions se sont avérées inutiles. Au lieu de planifier une attaque contre l'escadron français, les commandants chinois semblent avoir craint qu'un torpilleur français remonte la rivière Ningpo pour répéter leur récent triomphe à la bataille de Shipu. Dans la nuit du 2 mars, alors que l'escadre française était à l'ancre, un projecteur a soudainement balayé le barrage chinois, plusieurs fusées éclairantes se sont envolées dans les airs et le bruit de canons et de fusils est venu de l'intérieur de la baie. Des sentinelles chinoises nerveuses avaient identifié par erreur un bateau de pêche inoffensif comme étant un torpilleur français et avaient immédiatement donné l'alerte. Les Français ont écouté avec incrédulité les Chinois s'enflammer jusqu'à l'aube sur un ennemi imaginaire.
Cet état de choses s'est poursuivi, presque tous les soirs, pendant le reste du mois. Au moins deux navires français de l'escadron d'Extrême-Orient sont restés au mouillage à l'entrée de la baie de Zhenhai tout au long du mois de mars. Apparemment incapables ou peu disposés à attaquer les navires de guerre français, les Chinois leur ont plutôt offert un feu d'artifice coûteux, soit parce que les commandants chinois craignaient une attaque nocturne à la torpille, soit pour tenter de remonter le moral de leurs troupes. Un ou deux des officiers français les plus professionnels se sont plaints du gaspillage prodigieux de munitions sanctionné par les généraux ennemis, mais la plupart ont apprécié l'affichage nocturne des éclairs et des détonations au-dessus de la baie de Zhenhai comme un répit bienvenu de l'ennui du service de blocus. Le seul incident significatif pendant le blocus fut une brève canonnade par les navires français vers la fin mars, pour empêcher les Chinois de tenter de réparer leurs forts endommagés.

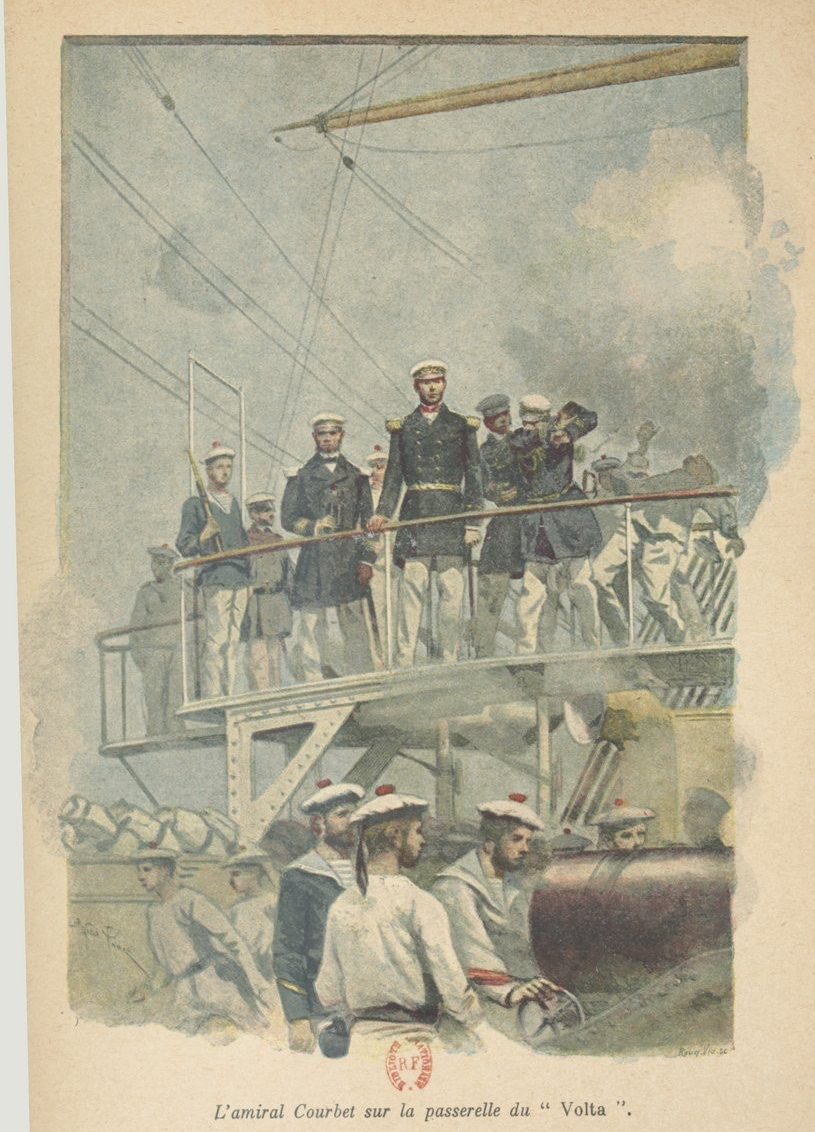
l'Amiral Courbet en opération.

## Récit officiel Chinois
Pour les Français, le résumé des événements était simple. Ils avaient coincé sept navires de guerre chinois dans la baie de Zhenhai, où ceux-ci restèrent immobilisés pour le reste de la guerre. Bien que Courbet ne les ait pas directement attaqué, la découverte et le blocus de cette flotte chinoise constituaient un succès stratégique comparable à la destruction de Yuyuan et de Chengqing quinze jours plus tôt.
Mais ce ne fut pas ainsi pas ainsi que la propagande chinoise décida de voir les choses. La décision de Courbet de ne pas forcer les défenses de la baie de Zhenhai pour attaquer la flotte ennemie permit aux Chinois de revendiquer le bref engagement du 1er mars comme une victoire défensive éclatante. L'échange de tirs d'une demi-heure entre Nielly et les batteries côtières chinoises devint ainsi bataille de six heures au cours de laquelle les navires de Courbet subirent d'énormes dégâts et durant laquelle le commandant français fut grièvement blessé, et ce qui ne fut en réalité qu'une brève escarmouche le 1er mars devint une bataille de trois jours, du 1 au 3 mars, au cours de laquelle les Français attaquèrent à plusieurs reprises et furent repoussés.
Le récit chinois des hostilités se cristallise peu après la guerre, avec l'érection en 1889 d'une plaque commémorative près du site de l'engagement du général chinois Ouyang Lijian (歐陽利見), qui avait été chargé de la défense de Ningbo et de Zhenhai. Selon le récit d'Ouyang, la défense de la ville était entre les mains des mandarins militaires chinois Xue Fucheng (薛福成), Liu Bingzhang et lui-même. L'officier d'artillerie Wu Jie (吳杰) est devenu le héros de la bataille pour avoir dirigé le feu d'une batterie de canons. Wu Jie a défié les ordres directs de ne pas tirer sur les Français et a précipité la bataille en ordonnant à ses hommes d'ouvrir le feu. Le canon chinois a infligé de terribles dégâts aux navires français, touchant à la fois Bayard et Nielly, et un tir dirigé en personne par Wu Jie a gravement blessé le «terrible Guba» (comme les Chinois appelaient Courbet). La bataille terminée, Wu Jie s'attendait à être félicité pour ses prouesses, mais à la place, il a été puni pour désobéissance.

## Récit de L.C. Arlington

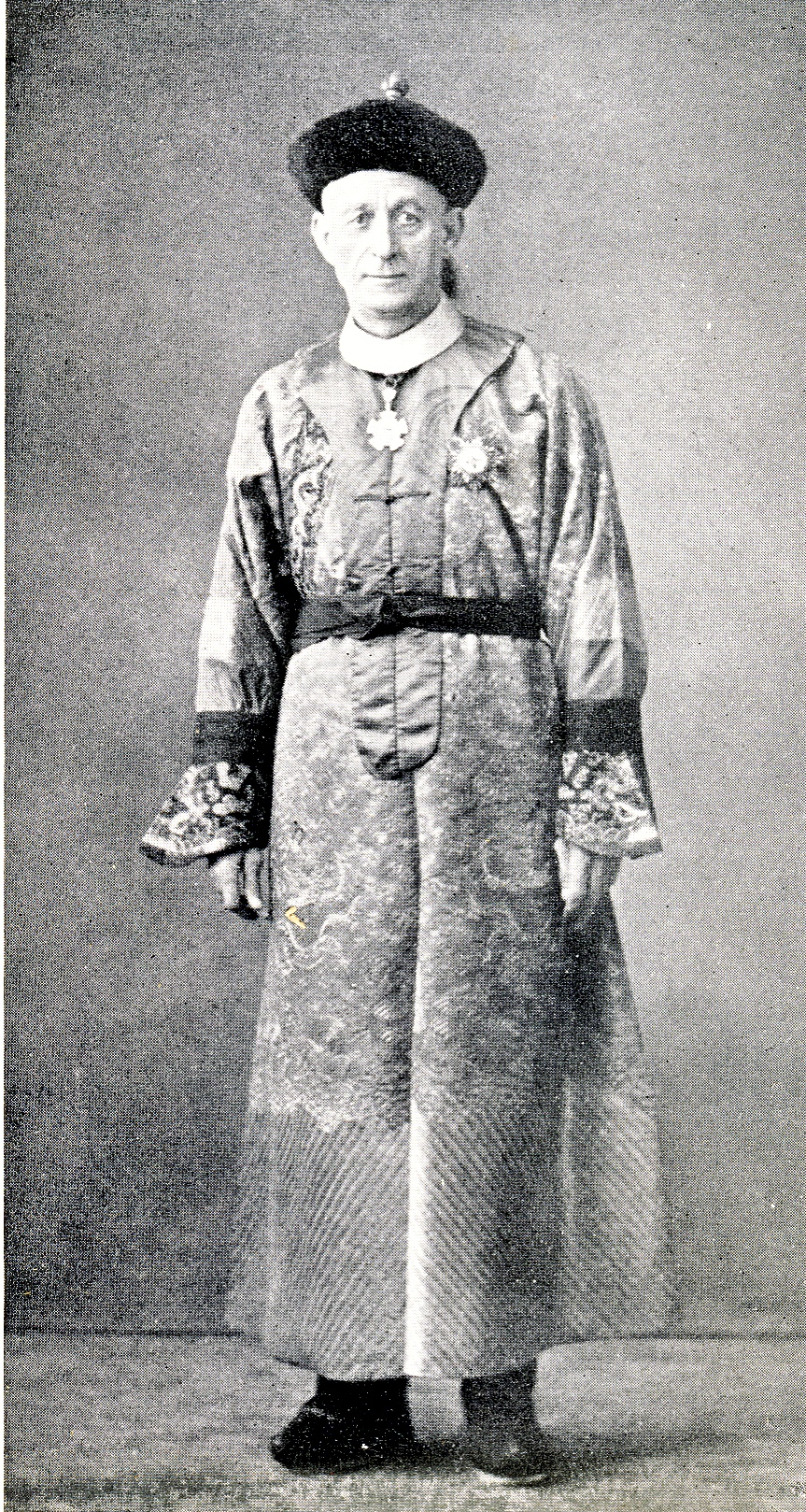
L.C. Arligton dans un costume chinois lors de la guerre Franco-Chinoise de 1885.

L. C. Arlington, un officier de marine américain servant de « conseiller étranger » auprès de la flotte de Nanyang à Zhenhai, fournit un témoignage qui met en lumière le récit patriotique d'Ouyang Lijian. Selon l'Américain, les autorités de Zhenhai sont restées extrêmement réticentes à permettre aux trois croiseurs de l'amiral Wu Ankang de se réfugier dans la baie de Zhenhai. Craignant de provoquer une attaque française, ils le supplièrent d'aller ailleurs sur quoi l'amiral Wu menaça de prendre ses navires en amont jusqu'à Ningbo et de les laisser s'occuper seuls de l'escadre française. Lorsque les Français sont apparus au large de Zhenhai le 28 février, les autorités terrestres ont exhorté Wu à sortir et à attaquer les Français avec les sept navires à sa disposition. Wu, sagement de l'avis d'Arlington, a refusé de le faire. Aucun des officiers de marine chinois ou étrangers ne croyait que les navires de Wu pourraient gagner une telle bataille.
Selon Arlington, les artilleurs chinois hésitaient à tirer sur les Français le 1er mars. Il rapporte qu'un artilleur allemand nommé Jerkins a précipité le duel d'artillerie en ouvrant le feu sur l'un des navires français sans ordre. Un tir du vaisseau amiral de l'amiral Courbet, le cuirassé Nielly (incorrectement identifié comme son navire jumeau l'Atalante par Arlington), a touché la batterie d'artillerie qui avait ouvert le feu, tuant 26 soldats chinois et en blessant 30 autres. L'engagement s'est développé et s'est répandu, attirant finalement toutes les batteries côtières chinoises et tous les navires de guerre chinois.
Arlington mentionne également un deuxième engagement le 3 mars, au cours duquel un navire de guerre français a été endommagé. Cet engagement n'est mentionné dans aucune source française.

## Les Conséquences

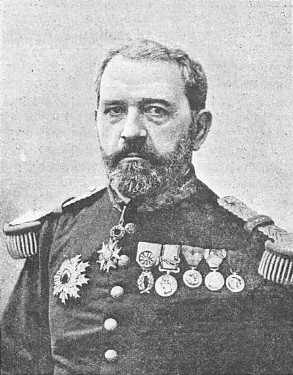
Amiral Adrien-Barthélémy-Louis Rieunier.

La France et la Chine ont signé des accords de paix préliminaires le 4 avril 1885, mais les Français ont maintenu leurs blocus de Zhenhai et du fleuve Yangzi jusqu'à ce qu'un traité de paix substantiel mettant fin à la guerre sino-française (le traité de Tientsin) soit signé le 9 juin. Le 11 juin 1885, l'amiral Courbet meurt de dysenterie à bord de son vaisseau amiral Bayard dans le port de Makung, où la majeure partie de l'escadron d'Extrême-Orient était stationnée depuis la fin de la campagne des Pescadores fin mars 1885. Le 13 juin, l'amiral Adrien-Barthélémy-Louis Rieunier, alors stationné au large de Shanghai avec le cuirassé Turenne, notifie officiellement aux autorités chinoises de Shanghai la mort de Courbet. Il a également envoyé un mot au commissaire militaire Ouyang Lijian à Zhenhai. Alors que la France et la Chine étaient désormais en paix, les Chinois ont mis leurs drapeaux en berne depuis les batteries côtières de Zhenhai, conformément au protocole international. Seulement trois mois plus tôt, ces mêmes batteries avaient fait de leur mieux pour tuer l'amiral français.
L'amiral Rieunier apprit plus tard que les Français auraient pu capturer les sept navires chinois sans perte s'ils avaient attaqué les défenses de Zhenhai le 2 mars 1885. Peu de temps après la fin de la guerre, le consul britannique à Ningbo dit à Rieunier que l'arrivée de Courbet avait créé une telle alarme que les capitaines de navires chinois étaient prêts à se rendre si les Français attaquaient sérieusement les défenses de Zhenhai. Les Britanniques soucieux de préserver leur neutralité, le consul s'était scrupuleusement abstenu de transmettre ces précieuses informations aux Français.

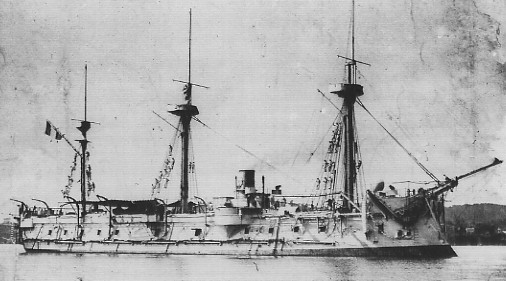
Navire Triomphante (4,585 tones)

## La Marine Française

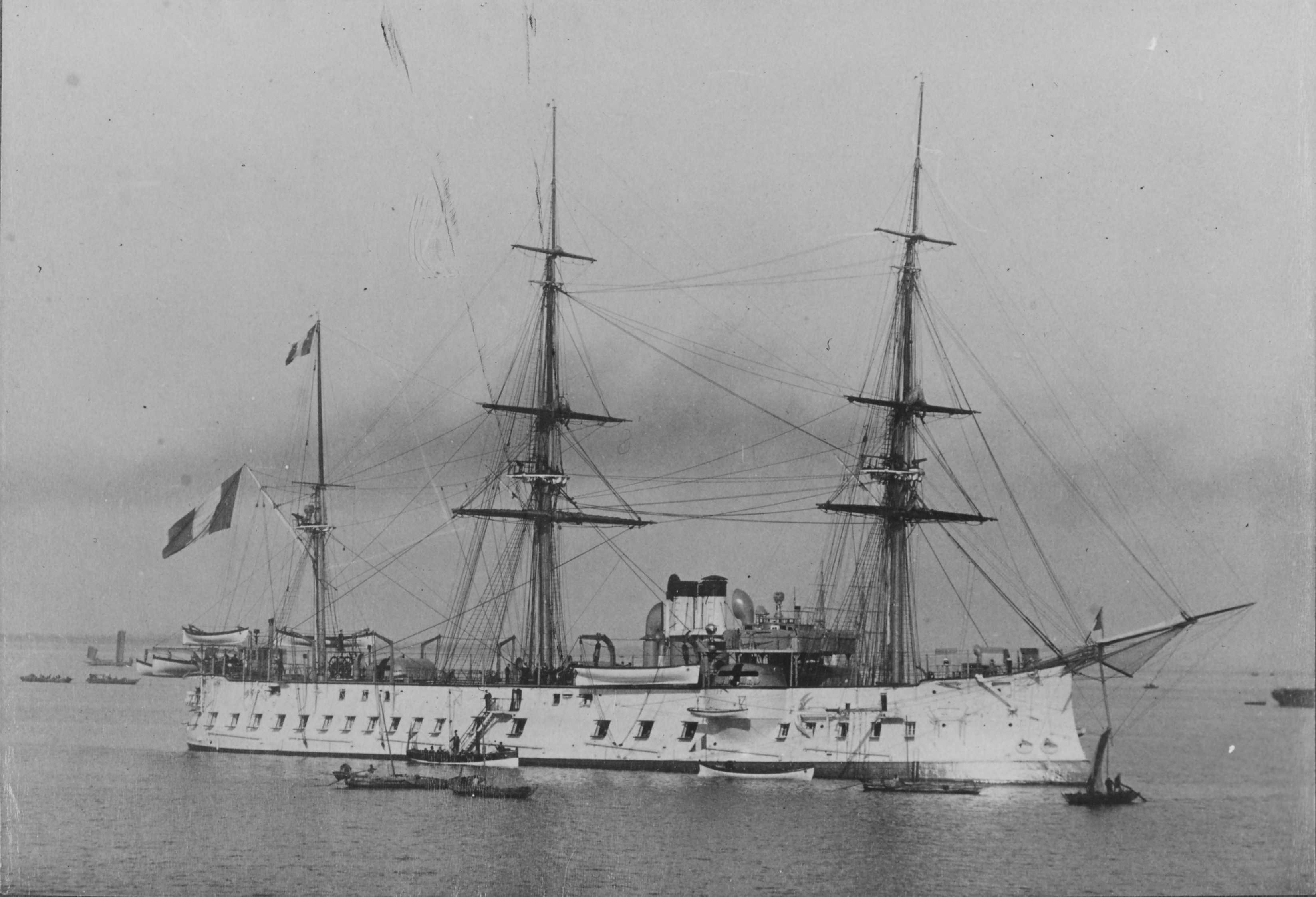
Bayard (5915 tonnes), vaisseau amiral de l'amiral Courbet, navire qui rapportera ces cendres d'Indochine en passant par port Said colonie française au Yémen.

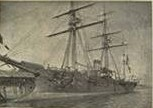
Croiseur Nelly

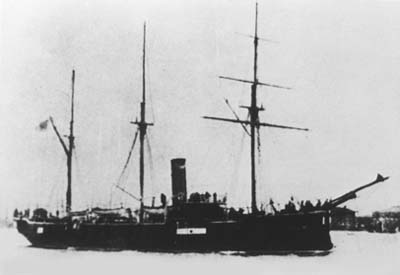
Navire de guerre chinois Kaiji

## Marine Chinoise

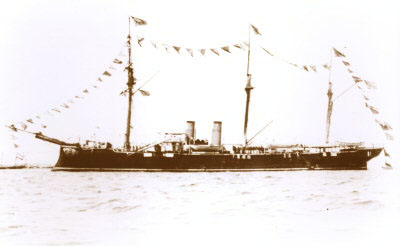
Croiseur Chinois Nanrui

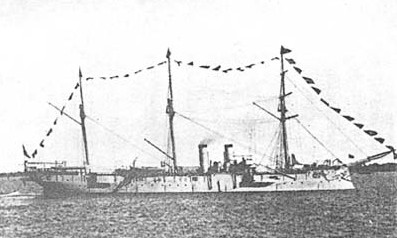
Croiseur Chinois Nanchen

## Commémoration de la Bataille en Chine
La « bataille de Zhenhai » est encore commémorée avec fierté en Chine. Les fortifications chinoises et les canons utilisés pendant la bataille sont conservés à Zhenhai à côté d'un monument qui porte l'inscription 中法战争镇海之役胜利纪念碑, "Monument à la victoire dans la bataille de Zhenhai dans la guerre sino-française".